# Clematis patens 'Zomoa'
Cultivar
La clématite patens 'zomoa' PBR & PPaf, portant le nom commercial de clématite patens Mon amour 'zomoa' PBR & PPaf, est un cultivar de clématite obtenu en 2004 par J.Van Zoest aux Pays-Bas.
'Zomoa' PBR & PPaf est distribué par les pépinières J.Van Zoest situées à Boskoop aux Pays-Bas. Elle fut présentée au public lors du Plantarium de 2011.

## Description
La clématite patens 'zomoa' PBR & PPaf dispose d'une floraison bleu violacé. Les étamines sont rouges à l'extrémité puis blanches en se rapprochant du cœur. Elle fait partie des clématites du groupe 2. La fleur de cette clématite a 6 sépales et d'un diamètre de 8 à 12 cm.
À taille adulte cette clématite s'élance entre 1,50 m et 2 m.

## Protection
'Zomoa' PBR & PPaf est protégé par l'Union internationale pour la protection des obtentions végétales sous licence PBR & PPaf sous le numéro : 20120015 du 3 janvier 2012.

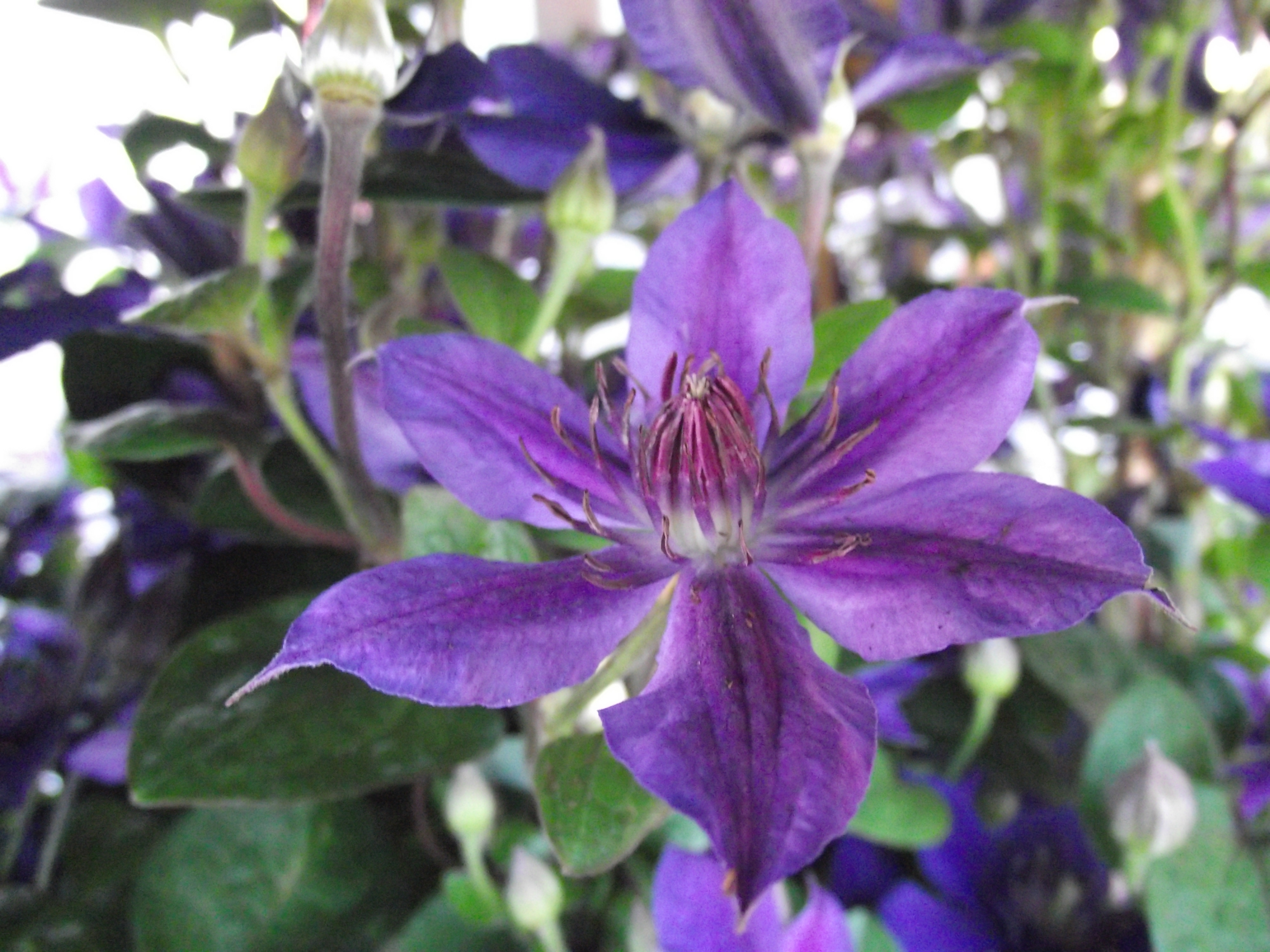
Clématite patens Mon amour 'Zomoa' PBRaf & PPaf

## Culture
La clématite Mon amour s'épanouit très bien en pot ou en pleine terre. Cette clématite fleurit sur le bois de l'année précédente au printemps puis sur les pousses de l'année à l'automne.
Cette clématite résiste à des températures jusqu'à moins 20 degrés Celsius.

## Maladies et ravageurs
La clématite Mon amour est sensible à l'excès d'eau ce qui pourra provoquer une pourriture du collet de la plante et ainsi la mort de la clématite.